# Julie Dorrington
Julie Dorrington (19 de outubro de 1940 – 21 de dezembro de 2010), foi uma fotógrafa clínica, uma das fundadoras do Institute of Medical Illustrators.

## Início da vida e educação
Julie Dorrington nasceu em Northampton, mas após a II Guerra Mundial sua família se mudou para Muswell Hill, no Norte de Londres. Seu pai era um engenheiro da BBC no Alexandra Palace. Sua mãe ensinou-lhe confeção e mais tarde fundou a New Embroidery Group. Ainda criança, ela participou da  Hornsey High Grammar School e, depois, de um curso de fotografia na Regent Street Polytechnic. Dorrington, em seguida, qualificou-se como fotógrafa médica no Institute of Incorporated Photographers (agora o British Institute of Professional Photography), e completou sua formação em St Bartholomew's Hospital, de Londres.

## Carreira
Depois de um tempo trabalhando com fotografia comercial, Dorrington mudou de área e começou um estágio em St Bartholomew's Hospital onde ela conheceu Norman K. Harrison, Peter Cull  e David Tredinnic, alguns dos principais nomes no estabelecimento da ilustração médica como uma profissão. Dorrington teve uma longa carreira em St Bartholomew's e ocupou a função de diretor-adjunta do Departamento de Ilustração Médica. Isso a levou para o ensino da fotografia clínica na London School of Medical Photography por 16 anos. Também participou da fundação do Institute of Medical Illustrators (IMI). 
Depois de 30 anos no St. Bartholomew's, Dorrington mudou-se para Graves Medical Audiovisual em Chelmsford, onde ela gerenciou a coleção do National Medical Slidebank, com 12.000 imagens clínicas. Apenas 3 anos mais tarde, a coleção foi transferida para o Wellcome Trust's Medical Photographic Library  (agora conhecido como o Wellcome Images). Nesse acervo, Dorrington estabeleceu a coleção médica contemporânea. Ela passou 12 anos no Wellcome Trust, até sua aposentadoria em 2005.

## Prêmios e distinções
Por sua contribuição excepcional para o IMI, Dorrington foi a primeira destinatário da Norman K Harrison Gold Medal em 1972.
Em 1985 Dorrington foi premiada com o Honorary Fellowship pelo IMI.
Em reconhecimento da contribuição excepcional de Dorrington para o campo da imagiologia médica, Wellcome Images nomeou um prêmio de fotografia clínica em sua homenagem, em 2016.